# 6pack
6pack was een Nederlands televisieprogramma. Het werd tussen 2003 en 2009 uitgezonden door SBS6 en MTV. Het programma was een idee van CCCP.TV en Heineken en wordt ook wel gezien als guerrillatelevisie. In 2006 nam gratis dagblad Sp!ts het belang van Heineken over. Vanaf dat moment verschenen ook regelmatig 6pack-uitingen in deze krant. Vanaf halverwege 2006 werd 6pack uitgezonden door MTV. Heineken stopte begin 2009 met sponsoring.

## In het nieuws
De makers van 6pack waren regelmatig in het nieuws doordat zij verboden activiteiten ontplooiden. Zo werden in november 2005 oud-presentatoren Menno Köhler en Maarten Remmers veroordeeld tot een boete wegens het maken van opnamen op de militaire vliegbasis Soesterberg. Na hun aanhouding trof de marechaussee ook een nepvuurwapen aan in de auto van 6pack. Een actie op een VOC-schip in Amsterdam werd door de politie beëindigd, omdat de televisiemakers zich op verboden terrein bevonden. Tijdens de Provinciale Statenverkiezingen van 2007 riep 6pack in de Sp!ts mensen ertoe op om op zichzelf te stemmen. Deze actie werd door de kiesraad als misleidend voor de kiezer ervaren.
Op 21 augustus 2007 werd bekend dat 6pack door de gemeente Reiderland was aangeklaagd vanwege grafschennis. Voor het programma was in Beerta een oud graf bedekt met Hawaïaanse slingers en het bijbehorend hek goud geverfd.

## Presentatoren

### Meerdere seizoenen
- Froukje Jansen (seizoen 1 t/m 4)
- Maarten Remmers (seizoen 1 t/m 4)
- Menno Köhler (seizoen 1 t/m 3)
- Sophie Hilbrand (seizoen 1 en 2)
- Chris Silos (seizoen 1 en 2)
- Valerio Zeno (seizoen 3 en 4)
- Nicolette Kluijver (seizoen 4 en 5)
- Tim Haars (seizoen 4 en 5)

### Een (half) seizoen
- Rogier Cornelisse (seizoen 1)
- Remi Tjon Ajong (seizoen 1)
- Job (half seizoen 2)
- Jubbe (half seizoen 2)
- Balster van Duijn (seizoen 3)
- Bente van Grol (seizoen 3)
- Terence Schreurs (seizoen 4)
- Steven Boen (seizoen 5)
- Lauren Verster (seizoen 5)
- Michael Maarsen (seizoen 5)
- Max van Gorkum (seizoen 6)
- Jan Hoek (seizoen 6)
- Mirla Klijn (seizoen 6)
- Bette Westerhoff (seizoen 6)
- Esteban van der Wolf (seizoen 6)
- Sol Wortelboer (seizoen 6)

## Café
In het verleden had 6pack ook een eigen café. Het bevond zich in de Leidsekruisstraat in Amsterdam.

## 6pack Internationaal
| Regio     | Lokale naam | Zender | Officiële website | Aandeelhouders         |
| --------- | ----------- | ------ | ----------------- | ---------------------- |
| Nederland | 6pack       | MTV    | www.6pack.tv      | Heineken, Sp!ts en MTV |
| Spanje    | 6pack       | Cuatro |                   |                        |